# I Love N.Y.
I Love N.Y. è un film statunitense del 1987 diretto da Gianni Bozzacchi, con Virna Lisi e  Christopher Plummer.

## Trama
Il fotografo Mario Cotone è assunto per seguire un grande attore di New York. Quando la figlia dell'attore e il fotografo si innamorano iniziano i guai. L'attore infatti si oppone, e anche il lavoro di Mario sembra andare a rotoli. Dopo una serie di rocambolesche avventure i due riusciranno finalmente a convincere il padre che si tratta di vero amore.